# 柏林绿头
柏林绿头是一座由绿片岩制成的古埃及头像 (文物编号12500)，收藏于柏林埃及博物馆，就位于娜芙蒂蒂胸像下方一层的1.09号展厅。它是在古埃及晚期和托勒密时期制作完成的，尽管人们并不知道制作它的古埃及雕塑家的姓名，但不影响它是当之无愧的杰作。

## 描述
雕像的脸平静、柔和且毫无感情，而且是完美对称的，这对于当代艺术作品来说都十分罕见。这是一个看上去很博学的中年男子，他的皱纹和线条都被刻画的很好。雕像的椭圆形头骨非常逼真，以至于人们一度认为，如果不具备古希腊的解剖学知识，雕塑家便不可能制作出这尊雕像，但后来通过对类似的早期埃及艺术品的分析，推翻了这一说法。在雕像的后脑勺上，传统后柱的顶部仍然可见。
头像上并没有任何铭文，因此并不知道头像所有者的姓名和头衔。出于同样的原因，这座雕像只能根据艺术风格来确定年代。它曾经被认为是埃及第二十六王朝的艺术，后来被德国埃及学家弗里德里希·威廉·冯·比辛定于托勒密时期。1960年，伯纳德·冯·博思默进一步将制作时间缩小到了公元前100年至公元前50年间。他认为，该头像和早期托勒密艺术相比已经十分成熟，甚至具备一些罗马共和国时代埃及作品的特征。它的出处以及1895年之前的记录也无从知晓，当时它是从易卜拉欣·希尔米 (Ibrahim Hilmy)王子和亨利·沃利斯的收藏中获得的。
将柏林绿头和与之类似但年代更早的波士顿绿头进行对比会发现，柏林绿头失去了部分“真实性”（它是不对称的），而这一现象在后者中更为突出，但这丝毫不影响两尊头像表现出精彩的个人特征。